# Меденичі (гміна)
Гміна Меденичі — колишня (1934–1939 рр.) сільська ґміна Дрогобицького повіту Львівського вооєводства Польської республіки (1918–1939) рр. Центром ґміни було село Меденичі.

1 серпня 1934 р. в дрогобицькому повіті було створено ґміну Меденичі з центром в с.Меденичі. В склад ґміни входили сільські громади: Довге Меденицьке (тепер просто Довге), Йозефсберґ(Josefsberg), Кенігзау(Königsau), Меденичі, Летня, Опарі, Ріпчиці.
В 1934 р. територія ґміни становила 100,8 км². Населення ґміни станом на 1931 рік становило 10797 осіб. Налічувалось 2082 житлові будинки. 
. 

17 січня 1940 р. ґміна включена до Меденицького району.